# 오카야마 데쓰야
오카야마 데쓰야(일본어: 岡山 哲也, 1973년 8월 27일 ~ )는 일본의 전 축구 선수이다.

## 구단 경력
과거 나고야 그램퍼스 에이트, 알비렉스 니가타에서 활동하였다.